# Atletiek op de Paralympische Zomerspelen 2024 - 100 m vrouwen T53
De 100 meter voor vrouwen klasse T53 op de Paralympische Zomerspelen 2024 vond plaats van op 4 september in het Stade de France. Deze klasse is voor atletes met onderbreking van de zenuwen in de lagere delen van de rug, met normaal gebruik van armen en handen, geen of beperkte rompfunctie en geen beenfunctie. De winnares van 2020 was Gao Fang uit de China. Zij werd opgevolgd door Samantha Kinghorn uit de Groot Brittanië, De Zwitserse Catherine Debrunner behaalde het zilver en Gao Fang won de bronzen medaille.

## Records
Voorafgaand aan het toernooi waren dit het wereldrecord en het Paralympisch record.
| Wereldrecord        | Zwitserland Catherine Debrunner | 15.25 | Nottwil        | 27 mei 2023      |
| Paralympisch record | China Huang Lisha               | 16.19 | Rio de Janeiro | 8 september 2016 |

### Finale
| Rang   | Baan | Naam                | Naam | Tijd  | Bijz. |
| ------ | ---- | ------------------- | ---- | ----- | ----- |
| Goud   | 7    | Samantha Kinghorn   | GBR  | 15.64 | PR    |
| Zilver | 5    | Catherine Debrunner | SUI  | 15.77 |       |
| Brons  | 2    | Gao Fang            | CHN  | 16.16 | SB    |
| 4      | 4    | Zhou Hongzhuan      | CHN  | 16.49 | SB    |
| 5      | 8    | Jessica Lewis       | BER  | 16.83 |       |
| 6      | 6    | Hamide Dogangun     | TUR  | 16.88 |       |
| 7      | 3    | Chelsea Stein       | USA  | 18.30 |       |